# Embraer Phenom 100
L'Emabraer Phenom 100 è un business jet prodotto dall'azienda brasiliana Embraer, rientra nella classe dei very light jets. Si tratta di un bimotore capace di trasportare 4 passeggeri in versione standard, a seconda della configurazione scelta dal cliente si può arrivare fino a 6, con un'autonomia di volo di 2 182 km. Rientra nella stessa famiglia del più grande Embraer Phenom 300.

## Storia del progetto

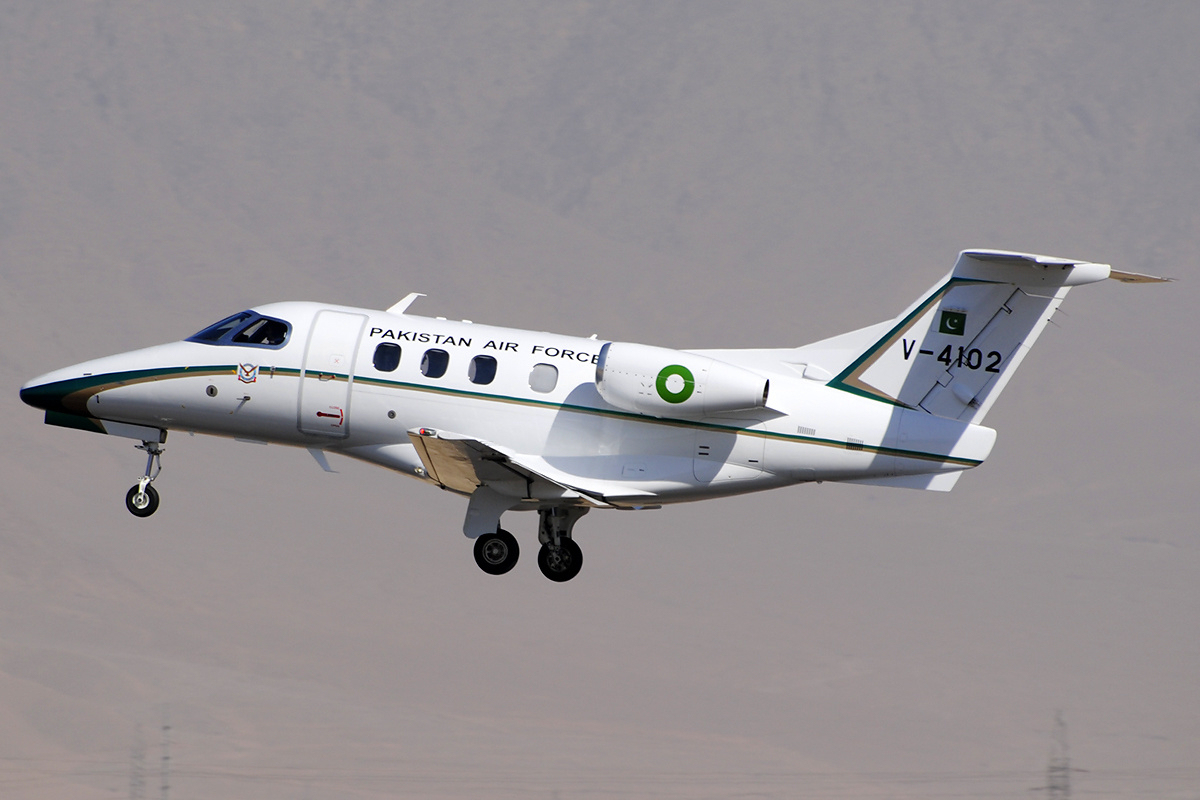
Un Phenom 100 del Pakistani Fida'iyye, l'aeronautica militare del Pakistan.

Il Phenom 100 è il primo modello di velivolo di classe very light jet sviluppato dall'azienda brasiliana. La società diede inizio alla progettazione del velivolo nel 2005, quando il consiglio di amministrazione si dichiarò favorevole all'operazione commerciale.
Il prototipo venne completato nel 2007 ed effettuò il primo volo il 26 luglio dello stesso anno. Il 9 dicembre del 2008 il Phenom 100 ottenne la certificazione dall'Agência Nacional de Aviação Civil, l'ente per l'aviazione brasiliana.
Il 12 dicembre dello stesso anno ottenne la certificazione del Federal Aviation Administration (FAA), l'ente per l'aviazione statunitense, mentre ottenne la certificazione europea solo nel 2009.

## Tecnica
Il Phenom 100 è un velivolo dall'aspetto compatto che ricalca le dimensioni e caratteristiche salienti dei modelli concorrenti commercializzati nella stessa fascia d'utilizzo, caratterizzato da un'impostazione ad ala bassa, propulsione biturbina con le gondole collocate ai lati della fusoliera, soluzione scelta per garantire il maggior comfort relativo all'inquinamento acustico, un impennaggio "a T" ed un carrello d'atterraggio triciclo anteriore completamente retrattile.
Il velivolo monta, nella parte posteriore due motori Pratt & Whitney Canada PW617-F. Questi motori sono in grado di erogare una spinta al decollo di 7,18 kN, che consentono al velivolo di operare su una quota massima di 12.497 m.
La fusoliera è stata disegnata per poter ospitare, in versione standard, 4 passeggeri più due membri dell'equipaggio, capienza che può essere estesa fino a 6 passeggeri.
L'apparecchio è equipaggiato con un'avionica sofisticata progettata dalla Garmin, che i tecnici hanno ridefinito Prodigy. Si tratta di un sistema definito Garmin G1000, che consiste in una sofisticata avionica integrata all'interno di un glass cockpit.

## Utilizzatori
Quest'apparecchio viene utilizzato da molti operatori in tutto il mondo.

### Civili
Australia
- 1 velivolo appartenente ad un privati

 Canada
- Aurora Jet Partners ha 1 Phenom 100[7]

 Emirati Arabi Uniti
- Emirates Flight Training Academy

4 Phenom 100EV consegnati ed in servizio al marzo 2023.
 Portogallo
- Helibravo[10]

 Ucraina
- Aerojet - 2 velivoli

 Stati Uniti
- Purdue University - 1 velivolo utilizzato per il trasporto VIP.

### Militari
Brasile
- Força Aérea Brasileira

4 Phenom 100EV ordinati. I primi due esemplari sono stati consegnati a ottobre 2019.
 Finlandia
- Finnish Aviation Academy

2 apparecchi usati per l'addestramento dei piloti
 Pakistan
- Pakistani Fida'iyye

4 Phenom 100 entrati in servizio tra il 2004 ed il 2009 e tutti in servizio al febbraio 2019.
 Regno Unito
- Royal Air Force

5 Phenom 100, utilizzati per il programma MFTS (Military Flying Training System), in servizio all'aprile 2018 e gestiti da Affinity Flying Services.

## Galleria d'immagini

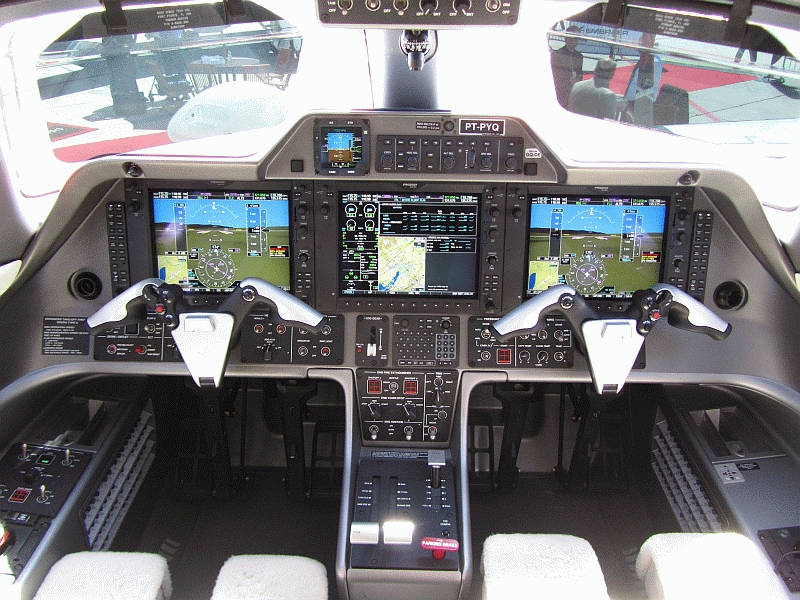
Il cockpit di un Phenom 100.
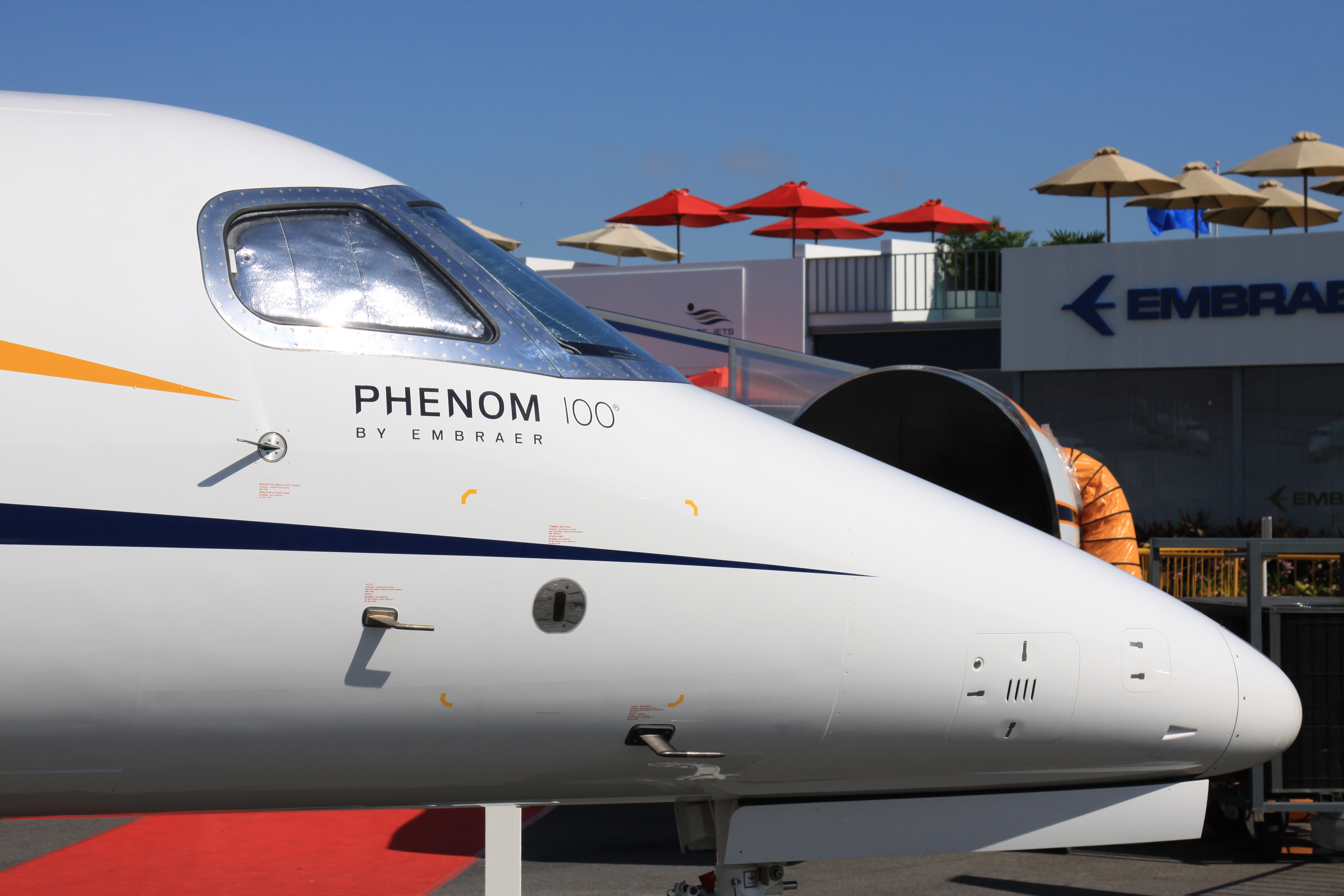
Particolare della parte anteriore del Phenom 100.
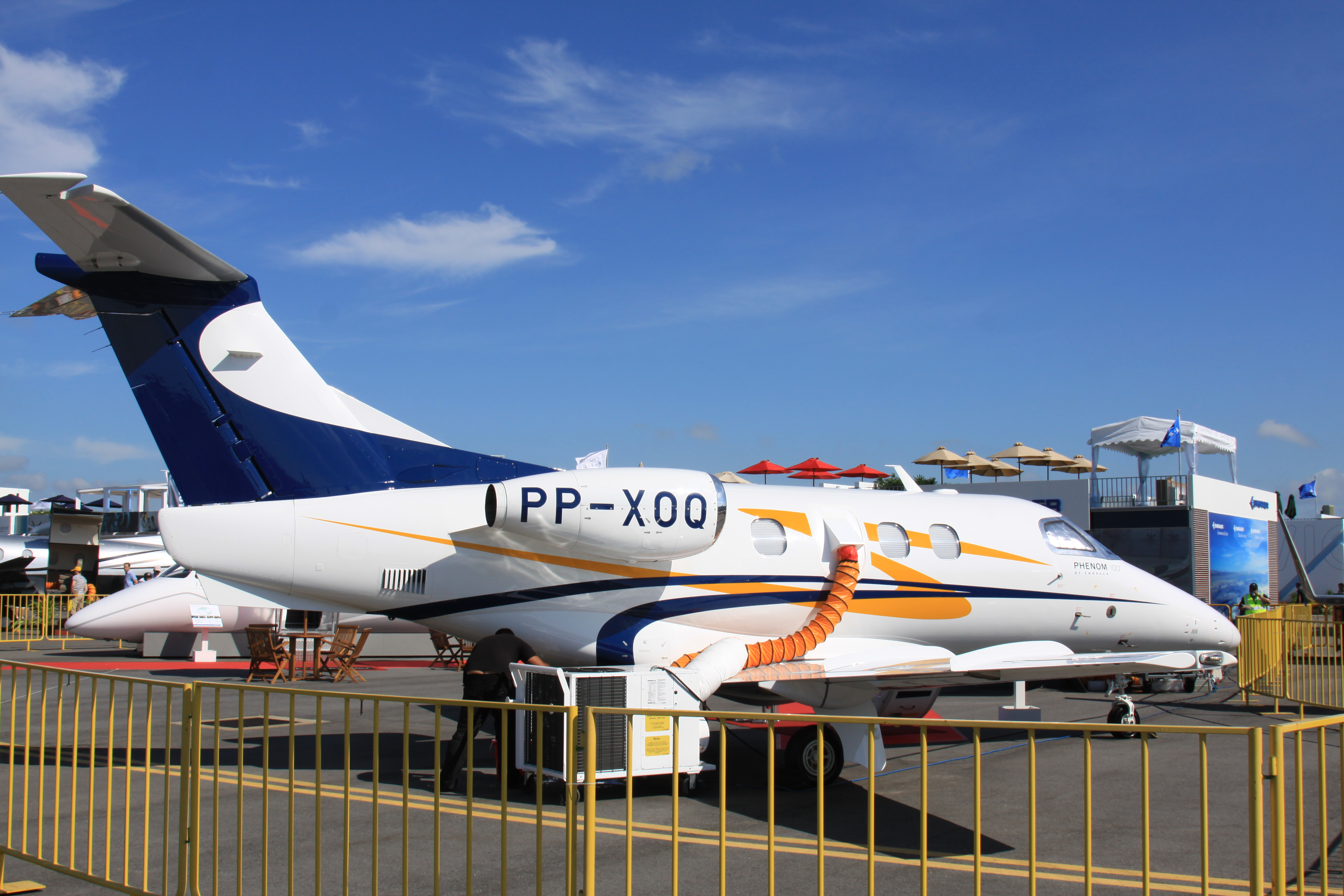
Particolare della parte posteriore del Phenom 100.
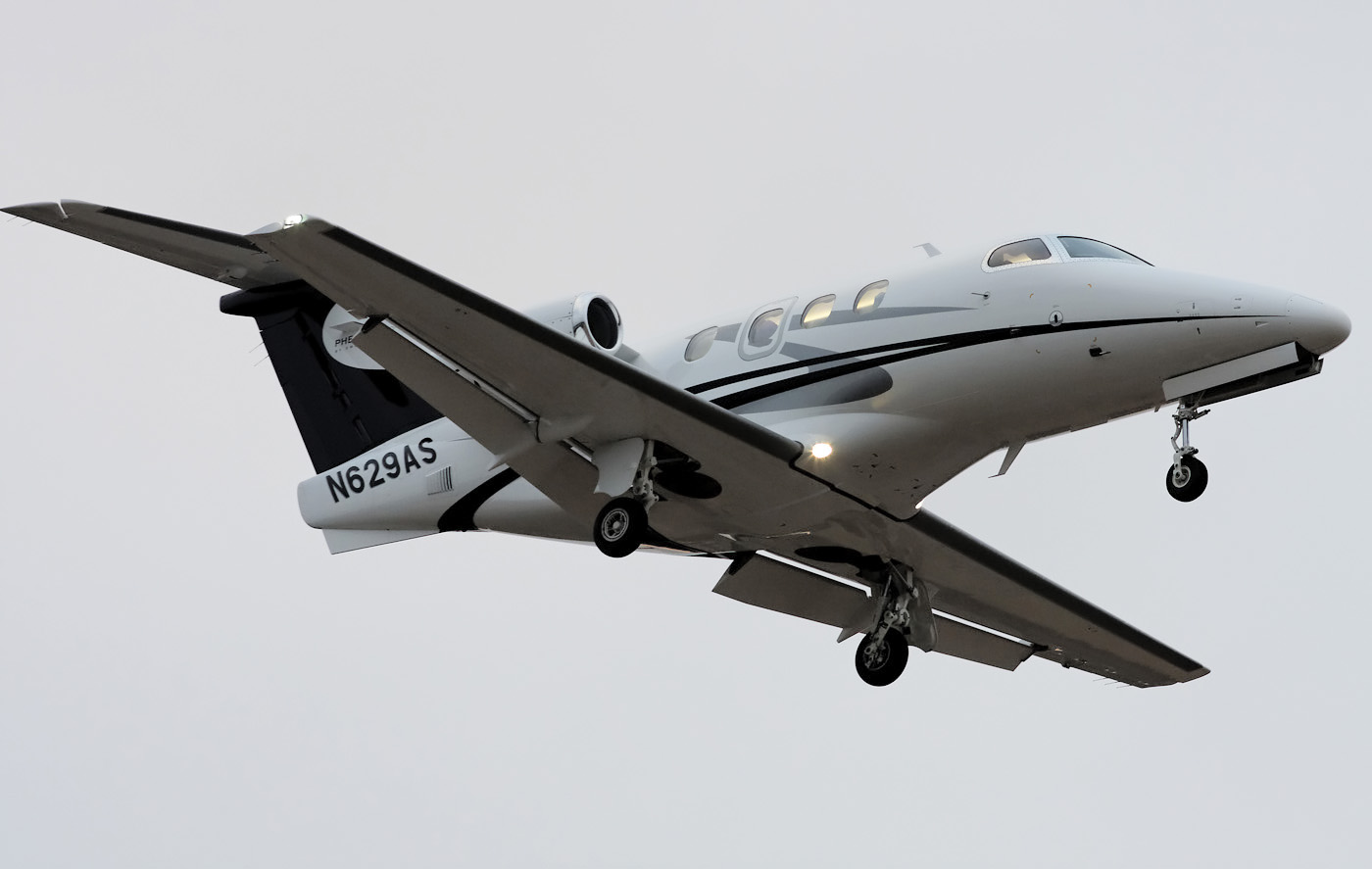
Un Phenom in fase di atterraggio.
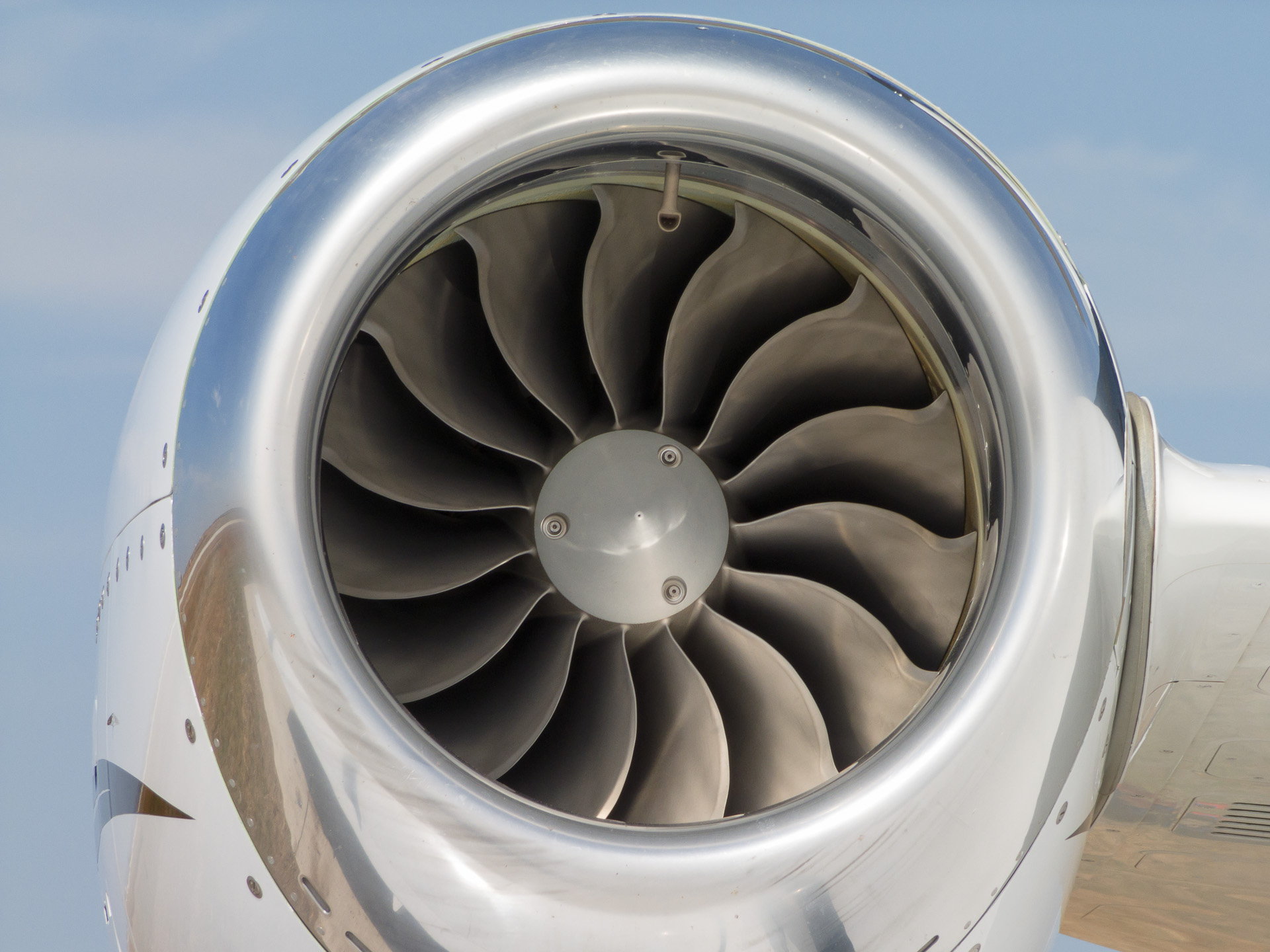
Particolare di un PW617F-E montato su un Phenom 100.